# Erik Sprague

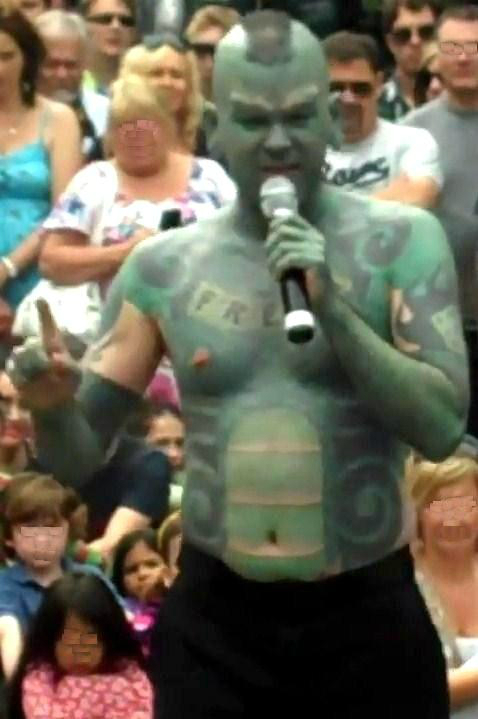
Erik Sprague (The Lizardman)

Erik Sprague (* 12. Juni 1972), bekannt unter dem Künstlernamen The Lizardman (Der Eidechsenmann), ist ein US-amerikanischer Freak- und Showkünstler, der seinen Körper mittels mehrerer Körpermodifikationen wie großflächiger Tätowierungen, einer gespaltenen Zunge, geschliffener Zähne und Schmuckimplantaten dem Aussehen einer Eidechse angeglichen hat.
Er arbeitet weltweit als Performance-Künstler und Fakir mit klassischen Showeffekten wie Feuer- und Schwertschlucken, dem Liegen auf Nagelbrettern und dem Verspeisen von Insekten und tritt des Öfteren in Fernsehshows auf. Zudem nimmt er häufig an öffentlichen und privaten Suspensions teil und ist als Modern Primitive stark in der Körpermodifikationsszene involviert.

## Privates
Nach seiner Geburt wuchs Erik Sprague mit seiner drei Jahre jüngeren Schwester Eirin in Ellenburg (Clinton County, USA) auf. Er studierte Philosophie am Hartwick Collage in Oneonta mit einem Stipendium im Rahmen des National Merit Scholarship Program. Er schloss das Studium 1994 mit seinem Bachelor of Arts ab. 1996 begann er mit seiner Doktorarbeit an der Universität Albany, die er 1999 abbrach, um sich seiner außerakademischen Karriere vollständig zu widmen.
Am 19. November 2003 heiratete er seine Frau Meghan, die er seit 1999 kannte, in Las Vegas. Er lebt seit 2001 mit Meghan in Austin.

## Bodymodifikationen
Im Alter von 21 Jahren begann Erik Sprague seine Body-Modification. Inspiriert wurde er von der Fernsehserie V – Die außerirdischen Besucher kommen. Über mehrere Jahre hinweg änderte Erik Sparque sein Aussehen zunächst mit dem Motiv von Eidechsenschuppen. Seine Zunge ließ er 1997 von dem Arzt Lawrence Busino (Albany) mit Hilfe eines Lasers spalten. Im Jahr 1998 wurden seine Zähne von einem Zahnarzt spitz geschliffen. In diesem Jahr wurden ihm auch die Implantate auf der Stirn eingesetzt. In insgesamt mehr als 700 Stunden hat er seinen Körper modifizieren lassen. Dafür hat er rund 250000 US-Dollars aufgewandt.
Neben mehreren Piercings trägt er geweitete Ohrlöcher, Brustwarzenpiercings, einen Apadravya und ein stark gedehntes Septum-Piercing.
Für Chan Lee Peng gehört „The Lizardman“ zu den sechs am extremsten veränderten Menschen. Dazu zählen für ihn Elaine Davidson, Pauly Unstoppable, Michael Jackson, Erik Sprague und Stalking Cat. Weitere Menschen mit extremen Bodymodifikationen sind zum Beispiel The Enigma und Lza Steyaert.

## Berufliches
Als Autor arbeitet er für das Body Modification E-Zine. 2009 hat er ein E-Book unter dem Titel „Once More Through the Modified Looking Glass“ auf der Plattform Lulu veröffentlicht, das auch z. B. auf iTunes und Barnes & Noble erhältlich ist.
Erik Sprague ist Frontman der Band Lizard Skynard. Von 2003 bis 2008 war er mit der Band Disturbed zusammen auf deren Jägermeister-Tour und in dem Film Modify als Boxboarders zu sehen.

## Würdigungen
Am 24. Juni 2011 wurde im Museum Ripley’s Believe It or Not! die Wachsfigur „The Lizardman“ der Öffentlichkeit präsentiert. Seitdem ist sie Bestandteil der Dauerausstellung.